# دقيقة طينية مائية أحادية الخلية
دقيقة طينية مائية أحادية الخلية (الاسم العلمي: Pelomonas aquatica) هي نوع من البكتيريا، سلبية الغرام، تتبع جنس الدقائق طينية أحادية الخلية.